# 獵戶座V883
獵戶座V883（V883 Orionis）是一顆在天球上位於獵戶座的原恆星。

## 概要
獵戶座V883與天體IC 430（Haro 13A）有關聯，而後者是天文學家吉列爾莫·哈羅在1952年時觀測過的特殊Hα輻射天體。該恆星距離地球約1350光年（414秒差距），並且與猎户座大星云相關。
獵戶座V883和許多原恆星一樣周圍有塵埃形成的星周盤環繞。恆星周圍的雪線是恆星輻射量低到一定程度，讓水凍結成冰的界線。該恆星周圍的雪線已經在阿塔卡馬大型毫米波/亞毫米波陣列（ALMA）的觀測中成像。當恆星的輻射量升高時，雪線的邊界將會距離恆星更遠。

## 圖集

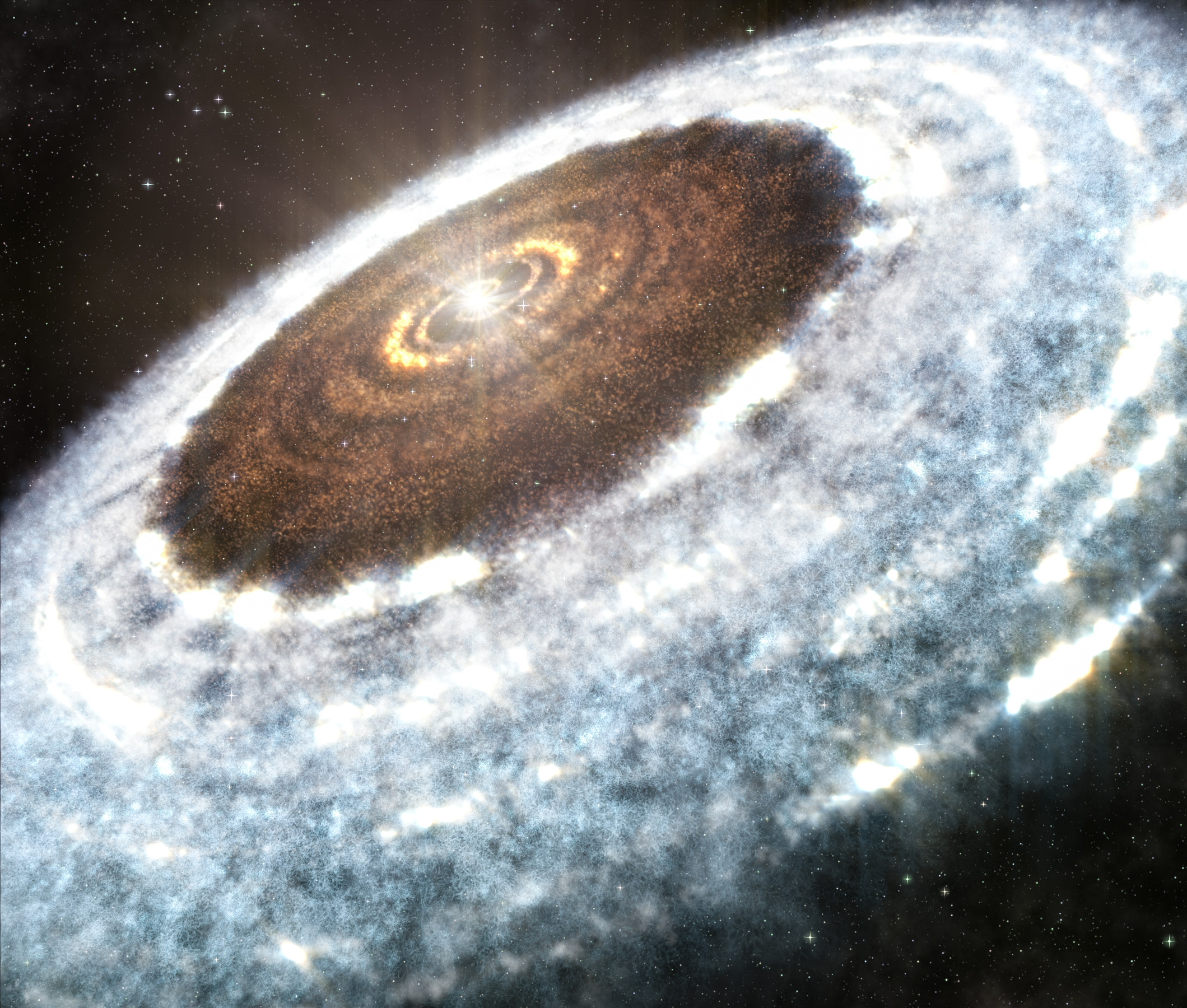
獵戶座V883周圍形成行星過程想像圖。
- 獵戶座V883周圍行星在其中形成的星周盤相關資訊影片。
- 獵戶座V883周圍由ALMA觀測發現的雪線想像圖。
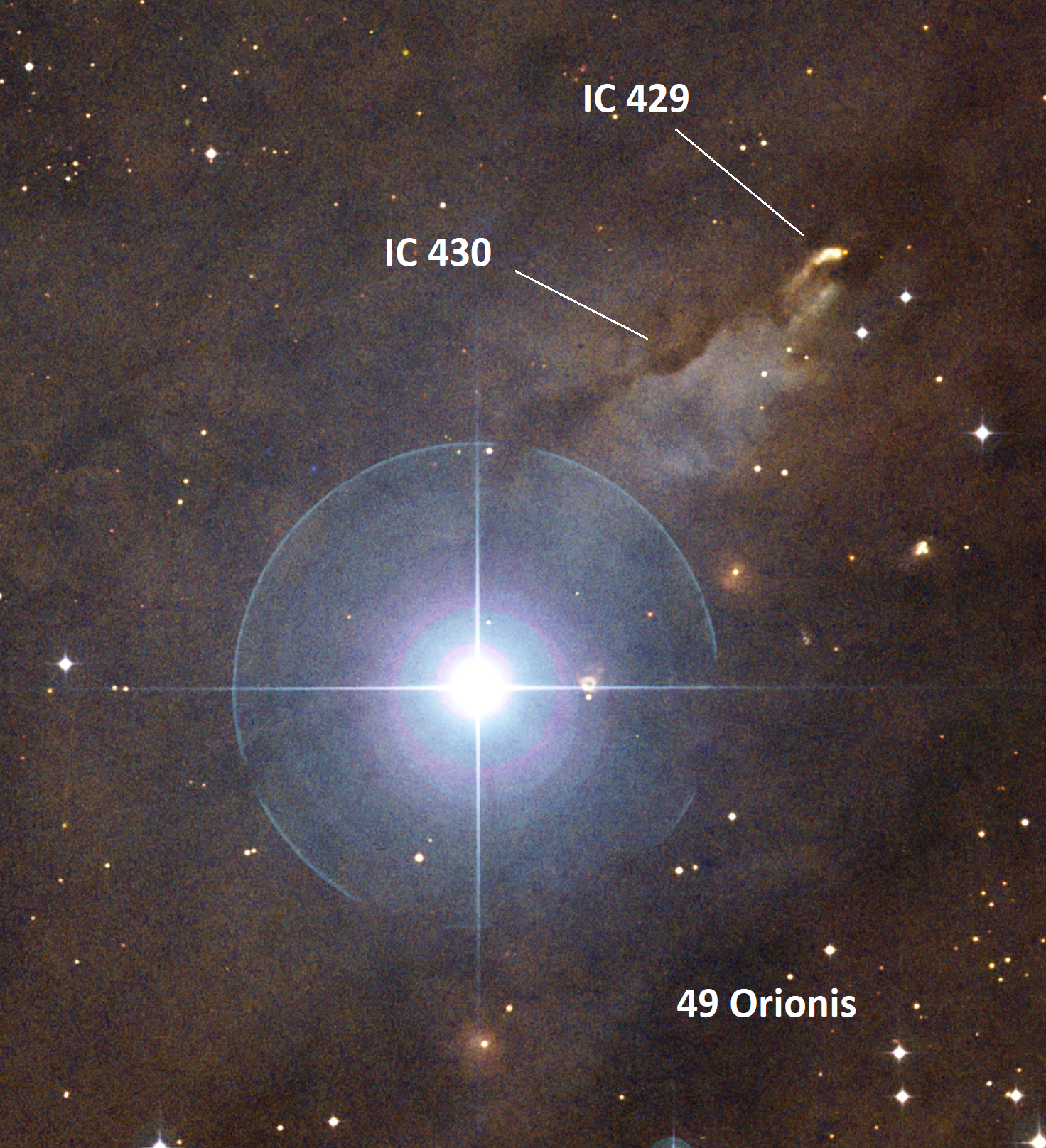
恆星参宿增卅五旁邊的IC 429和IC 430。